# Ипатово (Нижегородская область)
Ипатово — опустевшая деревня в Тонкинском районе Нижегородской области. Входит в сельское поселение Большесодомовский сельсовет.

## География
Находится на расстоянии примерно 13 километров по прямой на запад-юго-запад от районного центра поселка Тонкино.

## История
В деревне в 1870 году учтено было хозяйств 8, жителей 66, в 1916 28 и 142 соответственно, развит был лесной промысел. В период коллективизации создан колхоз им.Калинина . 

## Население
Постоянное население  составляло 2 человек (русские 100%) в 2002 году, 0 в 2010 .